# Kovanica
Kovanica (en serbe cyrillique : Кованица) est un village de Serbie situé dans la municipalité de Ćuprija, district de Pomoravlje. Au recensement de 2011, il comptait 144 habitants.

## Démographie
| 1948 | 1953 | 1961 | 1971 | 1981 | 1991 | 2002 | 2011 |
| ---- | ---- | ---- | ---- | ---- | ---- | ---- | ---- |
| 565  | 592  | 561  | 486  | 403  | 332  | 190  | 144  |

|  |